# Monchaux-Soreng
Monchaux-Soreng és un municipi francès situat al departament del Sena Marítim i a la regió de Normandia. L'any 2007 tenia 643 habitants.

## Demografia

### Població
El 2007 la població de fet de Monchaux-Soreng era de 643 persones. Hi havia 242 famílies de les quals 36 eren unipersonals (20 homes vivint sols i 16 dones vivint soles), 103 parelles sense fills, 99 parelles amb fills i 4 famílies monoparentals amb fills.
La població ha evolucionat segons el següent gràfic:
Habitants censats

### Habitatges
El 2007 hi havia 265 habitatges, 240 eren l'habitatge principal de la família, 13 eren segones residències i 12 estaven desocupats. Tots els 265 habitatges eren cases. Dels 240 habitatges principals, 185 estaven ocupats pels seus propietaris, 47 estaven llogats i ocupats pels llogaters i 8 estaven cedits a títol gratuït; 1 tenia una cambra, 13 en tenien dues, 44 en tenien tres, 68 en tenien quatre i 114 en tenien cinc o més. 192 habitatges disposaven pel capbaix d'una plaça de pàrquing. A 110 habitatges hi havia un automòbil i a 111 n'hi havia dos o més.

### Piràmide de població
La piràmide de població per edats i sexe el 2009 era:
| Homes | Edats   | Dones |
| ----- | ------- | ----- |
| 0     | 95 o +  | 0     |
| 4     | 90 a 94 | 0     |
| 4     | 85 a 89 | 4     |
| 0     | 80 a 84 | 0     |
| 8     | 75 a 79 | 20    |
| 12    | 70 a 74 | 12    |
| 12    | 65 a 69 | 12    |
| 24    | 60 a 64 | 8     |
| 16    | 55 a 59 | 16    |
| 32    | 50 a 54 | 36    |
| 32    | 45 a 49 | 24    |
| 12    | 40 a 44 | 16    |
| 44    | 35 a 39 | 12    |
| 20    | 30 a 34 | 40    |
| 12    | 25 a 29 | 20    |
| 28    | 20 a 24 | 8     |
| 20    | 15 a 19 | 24    |
| 32    | 10 a 14 | 24    |
| 20    | 5 a 9   | 16    |
| 16    | 0 a 4   | 24    |

## Economia
El 2007 la població en edat de treballar era de 432 persones, 307 eren actives i 125 eren inactives. De les 307 persones actives 272 estaven ocupades (150 homes i 122 dones) i 35 estaven aturades (10 homes i 25 dones). De les 125 persones inactives 49 estaven jubilades, 29 estaven estudiant i 47 estaven classificades com a «altres inactius».

### Ingressos
El 2009 a Monchaux-Soreng hi havia 246 unitats fiscals que integraven 644,5 persones, la mediana anual d'ingressos fiscals per persona era de 16.427 €.

### Activitats econòmiques
Dels 13 establiments que hi havia el 2007, 1 era d'una empresa extractiva, 5 d'empreses de fabricació d'altres productes industrials, 3 d'empreses de construcció, 2 d'empreses de comerç i reparació d'automòbils, 1 d'una empresa financera i 1 d'una empresa immobiliària.
Dels 4 establiments de servei als particulars que hi havia el 2009, 1 era un taller de reparació d'automòbils i de material agrícola, 2 fusteries i 1 agència immobiliària.
L'any 2000 a Monchaux-Soreng hi havia 7 explotacions agrícoles que ocupaven un total de 316 hectàrees.

## Equipaments sanitaris i escolars
El 2009 hi havia una escola elemental integrada dins d'un grup escolar amb les comunes properes formant una escola dispersa.

## Poblacions més properes
El següent diagrama mostra les poblacions més properes.